# Mel Brooks’ Spaceballs
Mel Brooks’ Spaceballs (Originaltitel: Spaceballs) ist eine Science-Fiction-Filmkomödie aus dem Jahr 1987 von Regisseur Mel Brooks, die vor allem die Star-Wars-Filme und deren Merchandising parodiert.

## Handlung
Dem Planeten der Spaceballs geht die Luft aus. Da man nicht ewig von „Perri-Air“-Dosen leben kann, beschließt Präsident Skroob, Prinzessin Vespa vom Planeten Druidia durch Lord Helmchen und Colonel Sandfurz entführen zu lassen, um anschließend ihren Vater König Roland zu erpressen. Dadurch will Skroob an die Zahlenkombination des Kraftfelds gelangen, das die Atmosphäre des Planeten Druidia schützt.
Prinzessin Vespa soll mit der Schlafmütze Prinz Valium, dem letzten Prinzen in der Galaxis, verheiratet werden, doch sie flieht vom Traualtar mitsamt ihrer Roboter-Zofe Dotty Matrix in ihrem Raumschiff vom Typ Mercedes 2001 SEL. Kurz darauf wird ihr Raumschiff von Lord Helmchens gigantischem Kommandoschiff „Spaceball Eins“ angegriffen. Vespa ruft verzweifelt ihren Vater an und bittet um Hilfe. Danach werden sie von der „Spaceball Eins“ mittels eines Fangstrahls festgehalten.
König Roland bittet Lone Starr um Hilfe. Da Lone Starr Schulden beim galaktischen Bösewicht Pizza Mampf hat, willigt er unter der Bedingung ein, eine Million Spacedollar als Belohnung zu erhalten. Also fliegt er mit seinem Kumpel Waldi, der ein „Möter“ (halb Mensch, halb Köter) ist, in seinem Weltraum-Wohnmobil („Winnebago“) hinter der Prinzessin her. Er feuert ein riesiges Glas Marmelade auf die Radarantenne des Kommandoschiffs und setzt diese außer Gefecht. Über eine Leiter klettern danach Prinzessin Vespa und Dotty Matrix in das Wohnmobil, während Waldi das Gepäck trägt.
Lone Starr flieht mit „geheimer Hyperkraft“ vor dem Kommandoschiff der Spaceballs, das die Verfolgung mit „wahnsinniger Geschwindigkeit“ aufnimmt und das Wohnmobil überholt. Da Lone Starr zuvor „nur für einen Fünfer“ getankt hatte, geht ihnen der Treibstoff aus, und sie müssen in der Wüste des Vega-Mondes notlanden. Sie irren durch die Wüste. Bei der nächtlichen Rast kommen sich die Prinzessin Vespa und Lone Starr näher, der erzählt, dass er ein Waisenkind war und seine Herkunft nicht kennt. Kurz bevor sie sich küssen wollen, werden die beiden von Dottys „Jungfrauenalarm“-Funktion unterbrochen. Als alle in der Wüste zusammenbrechen, werden sie von kleinen Kreaturen, den Dinks, gerettet und zum Tempel des Besserwissers Joghurt gebracht. Joghurt erklärt Lone Starr das Geheimnis des „Saftes“, einer überirdischen Macht, und gibt ihm einen Ring, um den Saft zu nutzen.
Die Spaceballs haben mittlerweile kehrtgemacht und durch Verwendung einer Instant-Videokassette des Films den Verbleib der Flüchtigen in Erfahrung bringen können. Auf einen Befehl ihres Präsidenten durchkämmen sie – wörtlich genommen – die Wüste. Das Kommando führt Helmchen in der khakifarbenen Tropenversion seiner Rüstung aus der Schwebeversion eines VW-181 Kübelwagens. Sie finden schließlich das unterirdische Versteck Joghurts, Helmchen traut sich jedoch nicht, einzudringen, da er Joghurt hasst, ganz besonders solchen mit Erdbeeren. Durch Hypnose lockt Lord Helmchen Prinzessin Vespa aus Joghurts unterirdischer Festung und fliegt mit ihr davon. Lone Starr und Waldi nehmen die Verfolgung auf. Vor dem Abflug erhält Lone Starr von Joghurt einen Glückskeks. Die Bedeutung des Amuletts, das der in einem Kloster ohne Eltern aufgewachsene Lone Starr bei sich trägt, lüftet Joghurt an dieser Stelle jedoch noch nicht. Er erklärt, dass sie sich mit etwas Glück alle in einer Fortsetzung Spaceballs II wiedersehen würden.
Lord Helmchen kontaktiert König Roland und erpresst ihn damit, dass Prinzessin Vespas Schönheitschirurg ihr ihre alte Nase zurück transplantieren werde, falls König Roland nicht den Geheimcode für den Schutzschild des Planeten verrät. Nachdem Lord Helmchen das Passwort (1-2-3-4-5) erfahren hat, rettet Lone Starr Prinzessin Vespa in einer spektakulären Aktion aus dem „Inhaftierungsball“ auf Spaceball City. Sie können entkommen, da die imperialen Truppen nur die Stuntdoubles der Helden zu fassen bekommen. Nachdem Prinzessin Vespas Haar durch die feindlichen Soldaten angesengt worden ist, überwindet sie ihre Abneigung gegen Lasergewehre und erweist sich als wahre Killermaschine. Prinzessin Vespa entkommt mit Lone Starr, sie verfolgen Lord Helmchens Kommandoraumschiff, das sich bereits auf den Weg nach Druidia befindet. Das Raumschiff verwandelt sich dort in eine riesige „Weltraum-Putze“ mit Staubsauger, um dem Planeten die Luft abzusaugen. Lone Starr schaltet den Staubsauger mit Hilfe des Saftes auf Gebläse um und dringt in das Raumschiff ein, um es zu zerstören.
Am Selbstzerstörungsknopf des Raumschiffs kommt es zum großen Endkampf zwischen Lone Starr und Lord Helmchen. Aus ihren Saft-Ringen kommen Lichtschwerter, und im Verlauf des Kampfes wird ein Mann des Kamerateams verletzt. Lone Starr verliert seinen Ring, doch die Stimme von Joghurt erklärt ihm, dass die Kraft des Saftes in ihm sei, und der Ring nur aus einem Kaugummi-Automaten. Lone Starr besiegt Lord Helmchen, der geschlagene Lord stößt an den Selbstzerstörungsknopf und aktiviert damit die Selbstzerstörungsfunktion. Die Helden flüchten mit dem Weltraum-Wohnmobil, bevor die Weltraum-Putze explodiert. Deren Kopf, der Freiheitsstatue ähnlich und ein Zitat aus dem Film Zardoz, landet auf dem Planeten der Affen.
Lone Starr darf Prinzessin Vespa aber nicht heiraten, da er kein Prinz ist. Pizza Mampf ist inzwischen tot, da er laut Nachrichtensprecher in seiner verlängerten Limousine eingeschlossen wurde und sich dort selbst totgefressen hat. Lone Starr macht sich ohne das Geld frustriert mit Waldi auf den Weg zu neuen Abenteuern. Da ihnen das Essen in einer Rastraumstation, auf deren Parkdeck auch der „Millennium Falcon“ aus Star Wars steht, durch ein aus einem anderen Gast schlüpfendes, singendes und stepptanzendes Alien verleidet wird, knacken sie den Glückskeks. Es erscheint ihnen Joghurt, der Lone Starr darüber aufklärt, dass sein Amulett ein königliches Geburtssiegel sei und er somit ein Prinz ist. Lone Starr fliegt nach Druidia und kommt gerade noch rechtzeitig, um die Hochzeit von Prinzessin Vespa und Prinz Valium zu verhindern. Stattdessen heiraten Vespa und Lone Starr und beide entschwinden im Wohnmobil in den Weltraum.

## Synchronisation
Die Synchronisation wurde von der Magma Synchron GmbH erstellt. Dialogbuch und -regie führte Joachim Kunzendorf.
| Figur                             | Darsteller                           | Deutscher Sprecher    |
| --------------------------------- | ------------------------------------ | --------------------- |
| Präsident Skroob/Joghurt (Yogurt) | Mel Brooks                           | Wolfgang Völz         |
| Waldi (Barf)                      | John Candy                           | Andreas Mannkopff     |
| Lord Helmchen (Dark Helmet)       | Rick Moranis                         | Joachim Tennstedt     |
| Lone Starr                        | Bill Pullman                         | Stephan Schwartz      |
| Prinzessin Vespa                  | Daphne Zuniga                        | Rebecca Völz          |
| König Roland                      | Dick Van Patten                      | Gerd Duwner           |
| Colonel Sandfurz (Sandurz)        | George Wyner                         | Hans-Werner Bussinger |
| Radartechniker                    | Michael Winslow                      | Mathias Einert        |
| Dotty Matrix (Dot Matrix)         | Lorene Yarnell (Stimme: Joan Rivers) | Elke Heidenreich      |
| Kane                              | John Hurt                            | Heinz Theo Branding   |
| Prinz Valium                      | Jim J. Bullock                       |                       |
| Commanderette Zircon              | Leslie Bevis                         | Inken Sommer          |
| Major Arschloch (Asshole)         | Jim Jackman                          | Thomas Petruo         |
| Captain der Wachen                | Stephen Tobolowsky                   | Arne Elsholtz         |
| Schrotty (Snotty)                 | Jeff MacGregor                       | Wolfgang Ziffer       |
| Trooper                           | Tim Russ                             | Thomas Petruo         |
| Dr. Schlotter (Schlotkin)         | Sandy Helberg                        | Joachim Kunzendorf    |
| Affe #1                           | ?                                    | Tom Deininger         |

In der deutschsprachigen Synchronisation von Spaceballs gingen viel Wortwitz und einige Anspielungen auf die amerikanische Alltagskultur verloren.
Die Szene, in der Lone Starr die Radarantenne des Raumschiffs mit Marmelade lahmlegt, enthält nur in der Originalsprache das Wortspiel, dass jam für Marmelade steht und gleichzeitig to jam bedeutet, den Funk zu stören. Der Name Colonel Sandfurz bezieht sich auf Harland D. Sanders, in den USA unter dem Namen Colonel Sanders bekannt als Gründer von Kentucky Fried Chicken. So enthält die in der deutschen Version gestellte Frage „was ist mit Ihnen, Colonel Sandfurz, haben Sie Schiss?“ ihren Wortwitz nur auf einer Ebene. In der Originalversion hört man „what’s the matter, Colonel Sandurz? Chicken?“, wobei chicken für die Hähnchen der genannten Fastfood-Kette und gleichzeitig als Adjektiv für feige steht. Außerdem klingt es phonetisch wie Sandhurst, das ist die britische Vorzeige-Militär-Akademie. Die Zwillinge Charlene und Marlene wurden von Denise und Dian Gallup gespielt, seinerzeit bekannt für ihren Kaugummi-Werbespot der Marke Doublemint. In diesem Zusammenhang ist auch die von Skroob an die Zwillinge gerichtete Aussage „chew your gum“ zu verstehen; in der deutschen Version hört man hier „ihr könnt ruhig weiterbabbeln“. Die Aussagen in der Originalversion „preparing for metamorphosis“ und „ready Kafka?“ sind ein Bezug auf Franz Kafkas Erzählung Die Verwandlung, welche in der englischsprachigen Welt den Titel The Metamorphosis trägt. In der deutschen Version wurde jedoch nicht die korrekte Kombination von Kafka und Verwandlung gewählt, sondern Metamorphose, sodass der Bezug zu Kafkas Erzählung verloren ging.
Der im Film verwendete Satz „may the Schwartz be with you“ (in Anlehnung an „may the force be with you“ („möge die Macht mit dir sein“) aus Star Wars und FAO Schwarz, den ältesten Spielzeugladen in New York, und das Merchandising aus Star Wars) wurde als „möge der Saft mit dir sein“ übersetzt. Der Schurke Pizza Mampf heißt im Original Pizza the Hut, was sowohl eine Anspielung auf Jabba the Hutt aus Star Wars als auch auf die Fastfood-Kette Pizza Hut ist. Waldi heißt im englischsprachigen Original Barf, was zunächst ein Onomatopoetikum für Hundegebell ist, in der englischen Umgangssprache aber auch für Kotze bzw. kotzen steht. Als der Möter die Prinzessin aus ihrem Raumschiff holen will, stellt er sich als „Barf“ vor, worauf Dotty Matrix antwortet „Not in here, mister. This is a Mercedes“.
Bei der ersten Begegnung von Lone Starr, Barf und Princess Vespa verhält sich diese ausgesprochen hochnäsig und fordernd, woraufhin
Lone Starr sagt: „That’s all we needed. A Druish princess.“ Das spielt auf das reiche, verwöhnte Mädchen aus einer jüdischen Familie (Jewish-American_princess) an – in den USA ein Stereotyp ähnlich der Blondine.

## Produktion und Hintergründe
Gedreht wurde der Film an verschiedenen Orten in Kalifornien sowie in Yuma. Die Dreharbeiten begannen am 28. Oktober 1986 und endeten am 2. Februar 1987. Die Produktionskosten wurden auf 22,7 Millionen US-Dollar geschätzt. In den Kinos der USA wurden rund 38 Millionen US-Dollar eingespielt. Der Verleihumsatz in den USA betrug rund 19 Millionen US-Dollar.
Kinostart in den USA war am 24. Juni 1987, in Deutschland am 29. Oktober 1987.
John Hurt hat im Film einen Gastauftritt und stellt in seiner Rolle als Kane die Szene aus dem Spielfilm Alien nach, in der das Wesen aus seinem Körper schlüpft.
2008 erschien in den USA die Trickfilm-Fernsehserie Spaceballs: The Animated Series, welche lose auf dem Spielfilm basiert.

## Parodien
| Rolle            | Parodie                                           |
| ---------------- | ------------------------------------------------- |
| Lone Starr       | Han Solo und Luke Skywalker in einer Verkörperung |
| Prinzessin Vespa | Prinzessin Leia Organa                            |
| Waldi            | Chewbacca                                         |
| Dotty Matrix     | C-3PO                                             |
| Lord Helmchen    | Darth Vader                                       |
| Joghurt          | Yoda                                              |
| Pizza Mampf      | Jabba der Hutte                                   |
| Dinks            | Jawas                                             |

Spaceballs parodiert in erster Linie die ursprüngliche Star-Wars-Trilogie, also die heute Episode IV, V und VI genannten Filme aus den Jahren 1977, 1980 und 1983. Bereits der Vorspann von Spaceballs ist dem von Star Wars nachempfunden, wo ein Einleitungstext in steilem Winkel von unten nach oben durchs Bild läuft. Vor allem werden eine Reihe von Hauptfiguren aus Star Wars in Aussehen und Eigenschaften parodiert.
Auch die „Macht“, die in Star Wars den Protagonisten besondere Fähigkeiten verleiht, spielt hier als „Der Saft“ (im Original „The Schwartz“) eine große Rolle. Unklar ist, warum die Bezeichnung „The Schwartz“ gewählt wurde. Es wurde vermutet, dass die phonetische Ähnlichkeit mit „schwantz“ (jiddisch für Penis) eine Rolle spielen könnte, zumal am Ende des Films ein Lichtschwertkampf stattfindet, in dem die Lichtschwerter wie Penisse dargestellt werden und Lord Helmchen zu Lone Starr sagt „I see your Schwartz is as big as mine“ (in der deutschen Version „ich sehe, dass deiner genauso groß ist wie meiner“). In der ersten Episode des Fernsehserien-Ablegers Spaceballs: The Animated Series, wird die dunkle Seite der Macht auch als „the Schwarz side of the Schwartz“ bezeichnet, also eine Anspielung auf das deutsche Wort „schwarz“ gemacht. Andere Erklärungsversuche beziehen sich auf den Namen von Mel Brooks’ Anwalt, Alan U. Schwartz, sowie auf den New Yorker Spielzeughändler FAO Schwarz, der auch zahlreiche Merchandising-Produkte von Star Wars verkaufte.
An mehreren Stellen von Spaceballs wird auch sehr direkt das massive Merchandising von Star Wars auf den Arm genommen. So gibt Joghurt gegenüber Lone Starr an, sich ausschließlich auf dem Wüstenplaneten zu befinden, um in seinem unterirdischen Versteck gemeinsam mit den Dinks einen Merchandising-Laden zu führen, in dem ausschließlich Spaceballs-Produkte verkauft werden. So wird das Merchandising zur Basis für die gesamte Filmhandlung. „Spaceballs – der Flammenwerfer“ kritisiert überdies den typisch inhuman-militaristischen Charakter von Kinderspielzeug, der zu der Zeit des Films noch existierte.
Kurz vor Ende des Films auf dem Landungsdeck des Restaurants ist der Millenniumfalke zu sehen.
Neben Star Wars wurden vor allem zahlreiche bedeutende Science-Fiction-Filme und -Serien der damaligen Zeit parodiert:
- 2001: Odyssee im Weltraum: Der Flug der Raumfähre in 2001: Odyssee im Weltraum.
- Alien – Das unheimliche Wesen aus einer fremden Welt: Die erste Szene mit dem Spaceballs-Raumschiff ist der von Alien nachempfunden. Das neugeborene Alien aus dem Film und sein Wirt John Hurt (welcher in Alien die gleiche Rolle spielte) haben einen Auftritt in einer Bar, wo das Alien dann als Entertainer den Titel Hello! Ma Baby zum Besten gibt, wobei es wie die Figur Michigan J. Frog aus dem Cartoon Der singende Frosch singt.
- Planet der Affen: Nachdem die Spaceball Eins explodiert ist, erscheinen Wrackteile der „Weltraumputze“ als Reste der Freiheitsstatue bei der finalen Schlüsselszene von Planet der Affen, was von humanoiden Schimpansen kommentiert wird.
- Die Klapperschlange: Beispielsweise die Idee mit der Weltraumkapsel des Präsidenten.
- Science-Fiction-Filme allgemein, ohne Rücksicht auf Naturgesetze geschweige denn Realismus: Das Kommandoschiff der Spaceballs kann nicht „bloß“ auf Lichtgeschwindigkeit beschleunigen, und statt etwas wie „Warp“ oberhalb der Lichtgeschwindigkeit auf „ridiculous speed“ (lächerliche Geschwindigkeit) oder „ludicrous speed“ (wahnsinnige Geschwindigkeit) beschleunigen.
- Raumschiff Enterprise: Der Nackengriff von Spock kommt vor. In Bezug auf das Beamen wird hier die Figur des Scotty als Schrotty (im Original Snotty) bezeichnet und Präsident Skroob bezieht sich direkt auf die Fernsehserie mit der Aussage „it works on Star Trek“. In der deutschen Version hört man: „im Raumschiff Entenscheiß funktioniert es ja auch“.

Weitere Parodien in Spaceballs beziehen sich auf folgende Filme und Serien (sortiert nach Erscheinungsjahr):
Das Phantom der Oper (1925), Es geschah in einer Nacht (1934), Der Zauberer von Oz (1939), Der singende Frosch (1955), Die Brücke am Kwai (1957), Lawrence von Arabien (1962), Die phantastische Reise (1966), Raumschiff Enterprise (1966), Planet der Affen (1968), 2001: Odyssee im Weltraum (1968), Ryans Tochter (1970), Der weiße Hai (1975), Fantasy Island (1977), Krieg der Sterne (1977), Alien – Das unheimliche Wesen aus einer fremden Welt (1979), Das Imperium schlägt zurück (1980), Per Anhalter durch die Galaxis (1981), Ich glaub’ mich knutscht ein Elch! (1981), Die Rückkehr der Jedi-Ritter (1983), Ferris macht blau (1986), Max Headroom (1987). Nicht erwähnt wurden hier bloße Erwähnungen oder Einblendungen wie z. B. die Videokassetten von Mr. Rental.
Die Filmmusik von John Morris unterstützt diese Parodien. So wird in einigen Wüstenszenen die Originalmusik aus Lawrence von Arabien (1962) von Maurice Jarre zitiert, auf ähnliche Weise wie bereits in dem James-Bond-Film Der Spion, der mich liebte (1977). Das musikalische Motiv des Raumschiffes Spaceball One erinnert an das Titelthema im Soundtrack zu Der weiße Hai (John Williams, 1975) – besonders komisch in der Szene, als der Mercedes der Prinzessin mit dem Traktorstrahl in das mit klaffendem Maul dargestellte große Raumschiff gesogen werden soll. Morris parodiert auch weitere Filmmusiken von John Williams: Neben den Star-Wars-Soundtracks insbesondere Indiana Jones und der Tempel des Todes (1984) und Unheimliche Begegnung der dritten Art (1977). In der Wüstensequenz singen die kleinwüchsigen Planetenbewohner das Thema des Colonel-Bogey-Marsches aus dem Film Die Brücke am Kwai (1957).

## Kritiken
„Liebenswerter Klamauk, gespickt mit Persiflagen auf populäre Sciencefiction-Versatzstücke.“

„Gag- und temporeich inszenierte Space-Opera-Parodie, in der selbst der Klamauk noch Methode hat, die allerdings mit dem Science-Fiction-Film ein Genre persiflieren will, das mit seinen immer neuen Superlativen ohnehin zur unfreiwilligen Selbstparodie neigt. So wirken Mel Brooks’ Einfälle allzu häufig schal und bieder, woran auch seine gelegentlich recht abgeschmackten Seitenhiebe kaum etwas ändern.“

## Begriffsübernahme
- Ludicrous Speed (aberwitzige Geschwindigkeit)
- We have gone to plaid (optischer Spureffekt (Filmtrick)) bei diesem Tempo; schottisches Web-Karo eines Plaids, der kleinen, über die Schulter getragenen Wolldecke für die Reise.

Der Elektroautohersteller Tesla, Inc. (bis 2017: Tesla Motors) führte im August 2016 mit der Vorstellung des Model S P100D der Serie Tesla Model S den besonders beschleunigungsstarken Fahrmodus Ludicrous ein.
Tesla bezeichnete ein im Februar 2021 vorgestelltes Modell mit 750-kW-Motor Plaid. Das Modell wurde im Juni 2023 in Deutschland ausgeliefert.

## Soundtrack
- Spaceballs – The Spinners
- My Heart Has a Mind of Its Own – Kim Carnes und Jeffrey Osborne
- Heartstrings – Berlin
- Good Enough – Van Halen
- Raise Your Hands – Bon Jovi
- Hot Together – The Pointer Sisters
- Wanna Be Loved by You – Ladyfire

## Fortsetzung
Am 12. Juni 2025 wurde eine Fortsetzung für das Jahr 2027 angekündigt.